# CAD

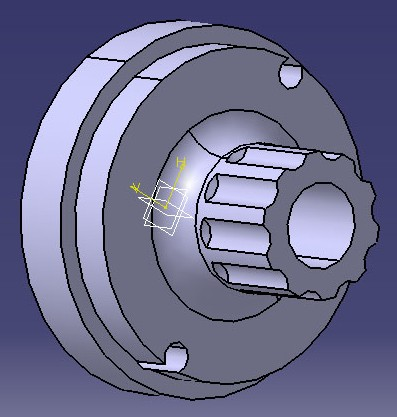
Ein virtuelles Bauteil in einer Ansicht aus beliebiger Richtung (3D-CAD-Programm CATIA)

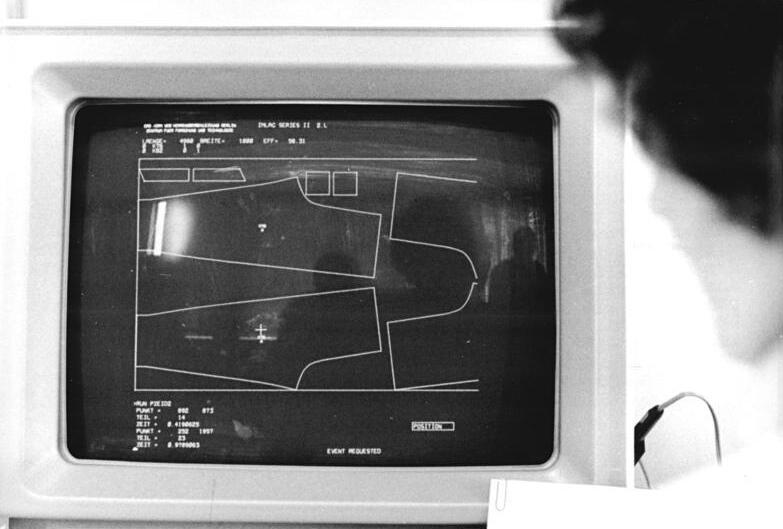
CAD-Programm in der Bekleidungsindustrie 1986

CAD (von englisch computer-aided design [kɔmˈpjuːtɐ ˈeɪdɪd dɪˈzaɪn], zu Deutsch rechnerunterstütztes Konstruieren) bezeichnet die Unterstützung von konstruktiven Aufgaben mittels EDV zur Herstellung eines Produkts (Beispielsweise Auto, Flugzeug, Bauwerk, Kleidung).
Welche Tätigkeiten unter den Begriff CAD fallen, wird in der Literatur verschieden behandelt. In einem engeren Sinn versteht man unter CAD das rechnerunterstützte Erzeugen und Ändern des geometrischen Modells. In einem weiteren Sinn versteht man darunter sämtliche rechnerunterstützten Tätigkeiten in einem Konstruktionsprozess, einschließlich der geometrischen Modellierung, des Berechnens, des Simulierens und sonstiger Informationsgewinnung und Informationsbereitstellung, von der Konzeptentwicklung bis zur Übergabe an die Herstellung bzw. Fertigung (Arbeitsvorbereitung).
Verwendete man anfangs CAD-Anwendungen primär für die Herstellung von Fertigungs- bzw. Herstellungsunterlagen (zweidimesionales CAD; Marketingbezeichnung: CAD als computer aided drafting/draughting), wurden mit zunehmender Rechnerleistung CAD-Systeme mit komplexen Expertensystemen und integrierten FEM-Lösungen für den Entwurf und die Konstruktion technischer Lösungen verfügbar, wofür die dreidimensionale Behandlung der Objekte erforderlich wurde (dreidimensionales CAD). Allenfalls erforderliche Technische Zeichnungen lassen sich aus den virtuellen Modellen dreidimensionaler Objekte automatisch herstellen. Ein besonderer Vorteil des 3D-CAD ist die Möglichkeit, von den Objekten eine Abbildung aus beliebiger Richtung zu erzeugen. Der 3D-Drucker ermöglicht den auch im Hobbybereich angewendeten Übergang vom virtuellen Modell zum realen Objekt. Zusammen mit den erfassbaren Materialeigenschaften werden erweiterte CAD-Modelle zur Beschreibung der physikalischen Eigenschaften (zum Beispiel Festigkeit, Elastizität) der Objekte erstellt.
CAD ist ein Teil der sogenannten CAx-Technologien, zu denen auch die computerunterstützte Fertigung zählt (Computer-aided manufacturing, CAM) oder die computerunterstützte Qualitätssicherung (Computer-aided quality, CAQ). Genutzt wird CAD in fast allen Zweigen der Technik: Architektur, Bauingenieurwesen, Maschinenbau, Elektrotechnik und all deren Fachrichtungen und gegenseitige Kombinationen bis hin zur Zahntechnik.

## Nutzen des CAD
CAD dient dem Erzeugen von digitalen Konstruktionsmodellen unterschiedlicher Ausprägung, welche die Informationen bereitstellen, aus denen das gewünschte Produkt hergestellt werden kann (via techn. Zeichnung, NC-Weitergabe etc.). Der Vorteil der rechnerinternen Darstellung des Modells besteht hierbei im Rationalisieren des Konstruktionsprozesses. Die Funktionalitäten des CAD zielen etwa darauf ab, dem Konstrukteur Routinetätigkeiten, (zum Beispiel durch vielfältige Nutzung des 3D- oder Feature-Modells oder durch das automatische Schraffieren oder Bemaßen von techn. Zeichnungen) oder wiederholende Arbeitsvorgänge abzunehmen Modelle auch in fortgeschrittenen Phasen des Konstruktionsprozesses leicht und schnell ändern zu können (bspw. mittels Parametrik) oder Informationsverlusten und Fehlern vorzubeugen. Die erzeugten CAD-Modelle können dabei vielfältig in anderen Anwendungen weiterverwendet werden (bspw. in Simulations- oder Berechnungsverfahren oder als Digital Mock-Up), und die Ergebnisse aus diesen Anwendungen wiederum das CAD-Modell verändern, wodurch die Konstruktion laufend optimiert (und damit die Produktqualität gesteigert) wird, bis das Produkt herstellungsreif ist.
Im Bereich der virtuellen Produktentwicklung unterstützt CAD
- aus eher technischer Sicht insbesondere:
  - den Aufbau von Prozessketten[16][17] (CAD-CAM),
  - die integrierte Modellierung[18][19][20] (zum Beispiel mittels Features[10][12]),
  - den durchgängigen Informationsfluss[19][21] auf Grundlage einer einheitlichen Datenbasis (Digital master)[22]
  - das Modellieren vollständiger Produktmodelle[23][24] (Virtuelles Produkt[25])
- und aus eher organisatorischer Sicht:
  - das schnellere Bereitstellen von Informationen (Beispielsweise via Parametrik[14][26] und 3D-Modellierung[27]), insbesondere in frühen Phasen des Entwicklungsprozesses (Frontloading)[28] durch verteilte und parallele Arbeitsweisen (Simultaneous-/Concurrent engineering)[29][30][31]

Ein weiterer Anwendungsbereich ist die Modellierung von Fertigungsverfahren mit CAD-Software. Dies ermöglicht einen kostengünstigen und vergleichsweise schnellen Einblick ohne Halbzeugverbrauch und Maschinenbelegung zum verwendeten Fertigungsverfahren.

## Werkzeuge der CAD-Modellierung
Das CAD bedient sich verschiedener Werkzeuge, welche ihren Ursprung in verschiedenen Bereichen haben, wie insbesondere dem geometrischen Modellieren (welches wiederum auf bspw. die Differentialgeometrie, Mengenlehre, Matrixalgebra, Graphentheorie zurückgreift) oder der theoretischen und angewandten Informatik (zum Beispiel Software Engineering, Datenstrukturen). Diese Werkzeuge lassen sich kombinieren und sind je nach CAD-System und Branche unterschiedlich stark ausgeprägt. Teilweise sind sie auch nicht integraler Bestandteil eines CAD-Systems, sondern können als (branchenspezifische-) Erweiterung (Add-on, Plug-in) installiert werden, wobei die Datenbasis für das Modell die gleiche bleibt.
Die CAD-Systeme sind dabei vektororientiert (Gegenteil: Rasterorientierung), da sich so alle geometrischen Objekte auf Linien und Punkte zurückführen und vollständig charakterisieren lassen.

### 2D-Modellierung
Bei der 2D Modellierung werden geometrische Elemente in einer Ebene, überwiegend in Form von Schnitten und Ansichten von Bauteilen gezeichnet. Die Arbeitsweise ähnelt hierbei der bei einer händischen Zeichnung. Man wählt den gewünschten Befehl aus (beispielsweise „Linie zeichnen“), wählt die erforderlichen Punkte zur Modellierung des Objekts in der Modellumgebung aus und das Programm erstellt das gewünschte Objekt. Dabei kommen insbesondere Linien (Geraden, Strecken), Freiformkurven (Splines), Kreise/Kreisbögen und Punkte zum Einsatz, welchen weitere Attribute zugewiesen werden können wie Strichdicke, Strichart (beispielsweise gestrichelt, strich-punktiert, punktiert) oder Farbe.
Des Weiteren können auf diese geometrischen Objekte unterschiedliche Transformationen (Translation, Skalierung, Rotation, Spiegelung, Scherung etc.) angewendet oder davon Äquidistanten (offset curve) abgeleitet werden. Sie können ebenso getrimmt oder als geschlossene Linienzüge („Polylinie“) gefast, abgerundet oder mit einer Farbe oder mit einem Muster gefüllt werden. In die Modellumgebung lassen sich auch Texte, Symbole oder externe Bilddateien (bspw. eingescannte Handskizzen, welche als Vorlage dienen) in die Modellumgebung einfügen.
Die 2D-Modellierung wird vor allem zur Erzeugung von Volumina eingesetzt, welche durch bestimmte Operationen aus dem 3D-Bereich (Extrudieren, Sweeping, Rotation usw.) aus zweidimensionalen Geometrieelementen erstellt wurden. Weiters findet die 2D-Modellierung in jenen Bereichen Anwendung, wo zur Darstellung und Erklärung eines Bauteils ein 2D-Modell ausreicht bzw. wo die 3D-Modellierung in Relation zum Nutzen zu aufwendig wäre oder auch als Ergänzung zu Technischen Zeichnungen, welche aus einem 3D-Modell erzeugt wurden. Weiters findet sie Anwendung beim Zeichnen von Grafiken von technischen Details eines Bauteils oder bei bloß schematischen Darstellungen von Konstruktionen (bspw. zur Erklärung von Konzepten, Überlegungen, Anweisungen an die Produktion).

### 3D-Modellierung
Bei der 3D-Modellierung werden geometrische Objekte in einer dreidimensionalen Form aufgebaut und gespeichert. Dadurch erlauben sie einerseits eine realitätsnahe Darstellung und bessere räumliche Vorstellung des Körpers bei und nach der Modellierung, andererseits lassen sich durch die Dreidimensionalität bestimmte darstellungsbezogene (Beispielsweise Darstellung von Schnitt- und Ansichtsdarstellungen aus unterschiedlichen Blickwinkeln), unterlagenbezogene (Techn. Zeichnungen, Stücklisten, Arbeitspläne, Ersatzteilkataloge, Montage- und Bedienungsanleitungen) und technisch-visuelle Darstellungen (Kollisionsbetrachtung, Explosionsdarstellungen, Zusammenbau-, Einbau-, Montageuntersuchungen) vom System (teil-) automatisieren. Weiters ist die 3D-Beschreibung eines Objekts Voraussetzung für viele andere Anwendungen in und außerhalb des CAD-Systems (DMU, MKS, CFD, FEM, NC-Bearbeitung, Virtuelle Realität, Rendering, 3D-Druck etc.) und unterstützt damit den Aufbau von Prozessketten (insb. CAD-CAM-Prozesskette) in der virtuellen Produktentwicklung. Diesem Vorteil der größeren Anwendungsbreite von 3D-Modellen steht allerdings ein höherer Konstruktionsaufwand gegenüber, indem mehr Wissen und mehr Übung mit den Modellierwerkzeugen benötigt werden.
Die 3D-Modelle lassen sich, ähnlich wie im 2D-Bereich, mittels verschiedener räumlicher Operationen transformieren (Translation, Skalierung, Rotation etc.) oder deformieren (Verjüngung, Verdrehung, Scherung, Beulen).
Dabei kommen im CAD insbesondere folgende rechnerinternen Repräsentationsarten vor:
Kantenmodelle
Beim Kantenmodell (auch Drahtmodell, Wire-frame model) wird ein Objekt nur über seine Kanten repräsentiert, ohne Volumen- oder Flächeninformation. Dadurch sind auch keine geometrischen Operationen möglich, die eine Fläche oder ein Volumen als Voraussetzung benötigen (zum Beispiel brauchen Durchdringungen zur automatischen Erstellung der Durchdringungskanten ein Volumen). Daher werden reine Kantenmodelle nur mehr in ganz bestimmten Fällen verwendet wie beispielsweise als Grundlage zur Erzeugung von Flächen oder Volumen oder als Hilfsgeometrie. Möchte man dennoch aus Darstellungsgründen ein 3D-Modell als Kantenmodell haben, modelliert man ein Flächen- oder Volumenmodell und ändert bloß die (graphische) Darstellungsart.
Flächenmodelle

Beispiel zur Erzeugung und Bearbeitung einer Freiformfläche

Flächenmodelle (surface models) werden ausschließlich über ihre Oberflächen, als „Hülle“ eines Körpers (ohne Information ob ein Punkt innen oder außen liegt) beschrieben und werden immer dort eingesetzt, wo Oberflächen eines Produkts eine komplex geformte Gestalt (wie zum Beispiel Automobilkarosserien, Flugzeugrümpfe, Konsumgüter) aufweisen sollen, welche mittels bloßer Volumenmodellierung nicht erreicht werden können und eine intuitive Modifizierung der Fläche gewünscht wird. Dabei kommen analytisch beschreibbare (Translationsflächen, Regelflächen) als auch analytisch nicht beschreibbare Flächen (Beispielsweise B-spline-, Nurbs-Flächen) zum Einsatz, wodurch so gut wie jede erdenkliche Form in hoher geometrischer Qualität (Class A surface) bezüglich Flächenübergang (Stetigkeit), Flächengrad, Anzahl der Flächensegmente erzeugt werden kann. Hierbei existieren unterschiedlichste Erzeugungsmöglichkeiten. Beispielsweise können Flächen aus Randkurven, über eine „Bewegung“ (zum Beispiel lofting, sweeping) aus mehreren Ebenen oder räumlichen Kurven oder Linien oder durch ein Kurvennetzwerk (skinning) erstellt werden oder entstehen als „Überblendungsfläche“ zweier Flächen. Bei Bedarf lässt sich die Freiformfläche anschließend über ein über sie gespanntes „Kontrollnetz“, welches aus dem Grad der Fläche und der Anzahl der Stützpunkte resultiert, durch Manipulation der Stützpunkte verformen. Zur Überprüfung der Stetigkeit und Glattheit der Fläche helfen Analysewerkzeuge wie bspw. die farbliche Darstellung der Gauß’schen Flächenkrümmung, das Anzeigen von Krümmungskämmen oder die Darstellung mittels Isophoten. Anschließend besteht die Möglichkeit geschlossene Flächenverbände zu einem Volumenkörper umzuwandeln. Weiters werden Flächenmodelle zur Angleichung an ein Polygonnetz (Mesh) verwendet, welches aus einer Punktewolke stammt, die ein 3D-Messinstrument (Beispielsweise ein taktiles oder optisches System oder CT-Verfahren) von einem realen Objekt erstellt hat (im Zuge des Reverse engineering)
Volumenmodelle

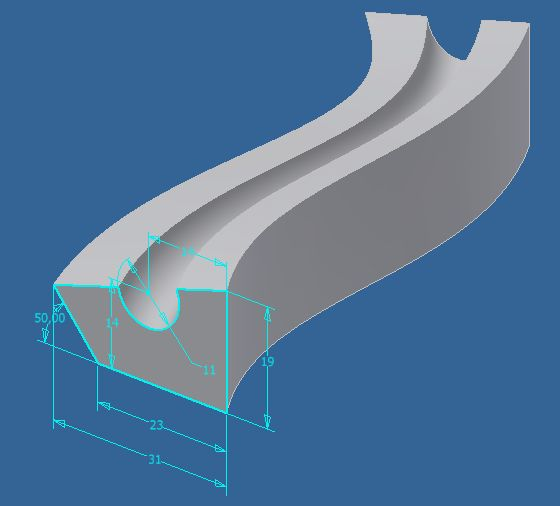
Beispiel einer Volumenerzeugung über eine ebene, parametrische 2D-Zeichnung entlang einer beliebigen Kurve („Sweep“)

Bei der Volumenmodellierung (Solid modeling) sind geometrische Objekte als Volumenkörper (und nicht nur als Hülle, wie bei der Flächenmodellierung) gespeichert. Sie beschreibt die Geometrie und, falls eine Materialdichte angegeben wird, die Masse eines Körpers („Körpermodell“) eindeutig und vollständig, weshalb die Objekte vom System automatisch interpretiert werden können und die geometrische Konsistenz bei Manipulation des Objekts gesichert bleibt. Aufgrund dessen besitzt sie den höchsten Automatisierungsgrad, weswegen verschiedene Operationen, wie beispielsweise die Ermittlung bestimmter Eigenschaften des Körpers wie Trägheitsmomente, Schwerpunkt, Gewicht vom System automatisch durchgeführt werden können. Volumenmodellierer können dabei auf einen umfangreichen Pool von Modelliertechniken zurückgreifen. So können
- Volumen über 2D-Zeichnungen mittels verschiedener Transformationen (zum Beispiel Extrusion, Rotation) erzeugt werden.
- Volumen mittels Boole’scher Operationen oder durch Abschneiden mittels Ebenen („Trimmen“) verändert oder auch global deformiert werden.
- Primitiva (zum Beispiel Quader, Kugel) mittels Subdivision-Surface-Techniken manipuliert werden.
- geschlossene Flächenverbände zu Volumenkörpern umgewandelt werden.
- Volumenkörper aus systeminternen (zum Beispiel Quader, Kugel, Kegel), unternehmensspezifischen oder standardisierten (Beispielsweise Normteile) Vorlagen erstellt werden.

Im CAD kommen dabei überwiegend 2 Arten, wie Volumenkörper systemintern repräsentiert werden können, vor:
Constructive Solid Geometry
Bei der CSG-Modellierung wird ein Modell aus Primitiva (zum Beispiel Quader, Zylinder) mittels mengentheorethischer Operationen aufgebaut und systemintern als Weg und nicht als Endprodukt gespeichert. Der Vorteil der CSG-Modellierung liegt an in der stets konsistenten Beschreibung, da schon die Grundelemente konsistent sind und der Erkennbarkeit der Entstehungsgeschichte. Dem steht der Nachteil gegenüber, dass Elemente wie Kanten und Flächen nicht direkt ansprech- und daher nicht manipulierbar sind.
Boundary Representation
Bei den B-rep werden die Volumina hierarchisch abwärts von den Berandungsflächen über die Berandungskanten ermittelt, wobei hier die Ermittlung der Konsistenz (mittels Euler-Operatoren) immer üperprüft werden muss. Der Vorteil dieser Volumenpräsentation ist, dass Kanten und Flächen direkt angesprochen und damit manipuliert werden können. Eine Entstehungsgeschichte existiert nicht.
Da sich die Vor- und Nachteile der Repräsentationsarten gegeneinander ausgleichen lassen, werden im CAD überwiegend „Hybrid modeler“ eingesetzt.

### Direkte Modellierung
Bei der direkten Modellierung (explicit modeling) werden die geometrischen Elemente direkt über bestimmte Funktionen (Skalieren, Verschieben, Dehnen etc.) verändert. Die geometrischen Elemente enthalten nur feste Werte (und keine Variablen), welche erst durch das Anwenden von Funktionen geändert werden können. Hierbei wählt man das geometrische Element und die entsprechende Funktion, welche die gewünschte Änderung hervorrufen soll, aus und verändert das Objekt entweder interaktiv mit der Maus oder über Koordinateneingabe mittels Tastatur. Verändert werden dabei nur die gewählten geometrischen Elemente. Es bestehen (im Unterschied zum parametrischen Modellieren) keinerlei dauerhaften Abhängigkeiten zwischen den geometrischen Elementen, wodurch ein sehr intuitives und freies Ändern der Geometrie möglich ist.
Aufgrund dieser sehr freien Modellierungsmöglichkeit wird die direkte Modellierung vor allem in der frühen Konzeptphase eingesetzt, wo ein schnelles und unkompliziertes Ändern der Geometrie (ohne Verstehen der „Entstehungschronologie“ des parametrischen Modells bzw. Suchen des „richtigen“ Parameters, der die gewünschte Änderung hervorruft) wünschenswert ist. Weiter kann das direkte Modellieren bei Änderung von importierten („fremden“), parametrisierten CAD-Modellen aufgrund bspw. unklarer bzw. nicht nachvollziehbarer Chronologie oder durch Dateiformatübertragungsfehler hilfreich sein. Dabei wird durch Markieren und anschließendes Ziehen, schieben oder ähnliches der gewünschten Flächen oder Kanten das Modell angepasst und die Änderung in den Chronologie-Baum eingepflanzt (zum Beispiel Creo Elements Direct Modeling bei PTC oder Synchronous Technology bei NX oder Live Shape bei CATIA).

### Parametrische Modellierung
Unter parametrischer Modellierung versteht man das Steuern des Modells mittels Parametern. Das heißt, dass – anders als bei der direkten Modellierung – das Modell nicht direkt über seine Geometrie, sondern über seine Parameter angesprochen wird, welche das Modell jederzeit ändern können. Die Arten der Parameter unterscheiden sich je nach Anwendung grob in Geometrieparameter (zum Beispiel geometrische Maße, Positionen), physikalische Parameter (Beispielsweise Werkstoffe, Lasten), Topologieparameter, Prozessparameter (zum Beispiel Toleranzen, Daten für Wärmebehandlungen oder NC-Verfahrwege). Dadurch, dass diese Parameter systemintern gespeichert werden, lassen sich Beziehungen und Abhängigkeiten zwischen ihnen herstellen. Dies wird über Restriktion bzw. Zwangsbedingungen (Constraints) umgesetzt. Hierbei werden die eingegebenen oder auch aus einem externen Programm (Beispielsweise Tabellenkalkulationsprogramm) automatisierend verknüpften Werte „gehalten“, wodurch ihre Abhängigkeiten und Beziehungen (mittels mathematischer Berechnungsverfahren) berechnet werden können (constraint-based design). Diese Restriktionen können bspw. Maße, algebraische Zusammenhänge (Länge = 2 × Breite), logische Operationen (Wenn Länge > 5 cm, dann Breite = 8 cm, sonst 12 cm) sein („explizite Restriktionen“) oder auch die Horizontalität, Parallelität oder Kongruenz („implizite Restriktionen“) von geometrischen Elementen festlegen. Dadurch ist es möglich ein intelligentes Modell aufzubauen, welches mit „Wissen“ in Form von Konstruktionsregeln und nur wenigen maßgeblichen Werten gesteuert werden kann („wissensbasierte Parametrik“).
Im zweidimensionalen Bereich erfolgt die parametrische Modellierung über Bemaßungen und Restriktionsanzeigen, welche die Parameter repräsentieren und mit der Geometrie assoziativ verbunden sind (dimension-driven geometry). Der Benutzer fängt zunächst an die Geometrie grob zu zeichnen. Das System versucht dabei (mittels regelbasierten Verfahren) die Konstruktionsabsicht (Design Intent) durch Anbringen von impliziten Restriktionen zu erkennen, welche durch eine Restriktionsanzeige in Piktogrammform angezeigt werden. Anschließend kann der Benutzer individuell Bemaßungen (mit den Werten) an die Geometrie anbringen, bis die Geometrie vollständig durch Parameter definiert ist. Die Geometrie lässt sich nun nurmehr über die Parameter ändern.
Mit der parametrischen Modellierung können auch Normteile oder auch ganze Baugruppen aus einer Bibliothek in die Modellumgebung eingefügt werden, wobei die Veränderbarkeit der zugrundeliegenden Parameter erhalten bleibt.
Aufgrund der vielfältigen Beziehungen und Abhängigkeiten bei der parametrischen Modellierung hat sich eine Konstruktionsmethodik entwickelt, bei der auf eine saubere, fehlerfreie Parametrierung und ein logischer Aufbau der CAD-Modelle in seiner geometrischen Konstruktion durch den Benutzer bzw. Konstrukteur zu achten ist.

### Chronologie-basierte Modellierung
Hier kommen Datenstrukturen zur Anwendung, die den Erzeugungsverlauf des Modells aufzeichnen. Für den Benutzer wird dies in einem Chronologiebaum (History tree) dargestellt, der während der Modellierung laufend aktualisiert wird und in dem die einzelnen Modellierschritte und der Aufbau des Modells eingesehen und bei Bedarf in jeder Phase des Konstruktionsprozesses verändert werden können.
So werden in der Chronologie bestimmte Abhängigkeiten („Eltern-Kind-Beziehungen“) dargestellt, die auf den Erzeugungsweg des Modells schließen lassen, wie beispielsweise die für eine Extrusion zugrundeliegende 2D-Zeichnung („Skizze“) oder der für eine Durchdringung zugrundeliegende Volumenkörper. Die jeweiligen Elemente sind hierbei assoziativ miteinander verbunden, das heißt, ändert sich das zugrundeliegende Element (zum Beispiel die 2D-Zeichnung), ändert sich das darauf aufbauende Element (zum Beispiel der aus der Extrusion erstellte Volumenkörper) automatisch mit.

### Baugruppenmodellierung
Bei der Baugruppenmodellierung werden getrennt gespeicherte CAD-Modelle („Einzelteile“) durch Referenzieren zu einem ganzheitlichen Modell („Baugruppe“) zusammengebaut, wobei die so erzeugte Datei nur Verweise zu den Modellen und keine Geometrie enthält. Hierbei lassen sich die Einzelteile zueinander in Beziehung bringen (zum Beispiel mittels Abstandsangaben zu Flächen oder Punkten). Ein Baugruppenstrukturbaum erleichtert hierbei die Übersicht.
Der Vorteil der Baugruppenmodellierung ist insbesondere die Gesamtdarstellung des Produkts mit seinen Einzelteilen und dient der Überprüfung von Kollisionen und des Zusammenbaus (Packaging) oder auch visueller Inspektionen (Beispielsweise „Fly-Through-Analyse“) oder Kinematikanalysen.

### Feature-basierte Modellierung
Unter Feature-basierter Modellierung versteht man das Verwenden von Features zu Konstruktionszwecken in der Modellumgebung. Im CAD stellen Features hierbei Werkzeuge dar, mit denen konstruktive Aspekte als Einheit in das Modell implementiert und (mittels Parametrik) manipuliert werden können. Sie besitzen einen über die reine Geometrie hinausgehenden höheren Informationsgehalt (Beispielsweise zu technologischen, fertigungstechnischen oder qualitätsbezogenen Aspekten) auf den andere Anwendungen (zum Beispiel CAM, FEM, CAPP) zugreifen können, was zu einem höheren Automatisationsgrad der Prozesse führt und Features zu „Informations- und Integrationsobjekten“ im gesamten Produktentwicklungsprozess macht.
Die Features können hierbei sowohl geometrischer (Form Features) als auch/oder semantischer Natur sein, können eine Vielzahl an Produktinformationen in sich vereinen und weisen daher in Art und Umfang ihrer Repräsentation eine erhebliche Flexibilität und Varietät auf, weswegen sie auch in allen Branchen eingesetzt werden können. Beispiele hierfür sind etwa Bohrungen mit zusätzlichen Toleranzinformationen im Maschinenbau oder mehrschichtige Wandbauten mit sämtlichen Materialkennwerten in der Architektur. Diese hohe Flexibilität bringt allerdings auch den Nachteil der schwierigen Übertragung bzw. Konvertierung von Features von einem Programm in ein anderes mit sich. Hierbei können das Kategorisieren von Features (Feature taxonomy), das Übertragen von einzelnen Features mittels bestimmter „Mapping-Techniken“ (Feature mapping) oder das Speichern des Features aus verschiedenen konstruktiven oder fertigungstechnischen Blickwinkeln als integriertes Modell (Multiple-View-Feature modeling) helfen, sind aber derzeit noch Gegenstand der Forschung.
Features können auf 3 verschiedene Arten erzeugt werden. Aufgrund der Verbindung zwischen Features und Parametrik lassen sich alle Features im Nachhinein über ihre Parameter ändern.
- Interaktive Featureerkennung (Interactive feature recognition): Bei diesem Verfahren wird aus einem Geometriemodell ein Featuremodell erzeugt, indem der Benutzer nacheinander die als Feature zu definierenden jeweiligen geometrischen Elemente interaktiv auswählt. Dabei ist er bei der Auswahl der geometrischen Elemente entweder völlig frei oder wird vom CAD-System durch eine Featurebibliothek mit bereits vordefinierten Features unterstützt. Anschließend generiert das System das gewollte Feature und lässt es im Chronologiebaum aufscheinen.
- Automatische Featureerkennung (Automatic feature recognition): Bei diesem Verfahren wird ein Geometriemodell in ein Featuremodell übersetzt, indem das CAD-System mittels Algorithmen automatisch aus der jeweiligen Geometrie die entsprechenden Features ableitet.
- Konstruieren mit Features (Design by features): Bei dieser Methode werden Features aus generischen Vorlagen aus einer (systemeigenen oder unternehmensspezifischen) Featurebibliothek erzeugt. Der Benutzer wählt einfach das gewünschte Feature aus, gibt die Parameterwerte ein und setzt es in die Modellumgebung ein. Das erstellte Feature kann anschließend mit weiteren Features (zum Beispiel Verrundung) verbunden oder mittels Parametern verändert werden. Der Benutzer ist bei dieser Art der Erzeugung an die vordefinierten, generischen Features gebunden, sodass in den CAD-Programmen die Möglichkeit besteht, benutzerdefinierte Features zu erzeugen. Der Vorteil dieser Methode ist, dass der Konstrukteur von Anfang an Informationen einfügen kann, die für nachgeschaltete Prozesse verwendet werden können und man so im Produktentwicklungsprozess mit einem kontinuierlich hohen Informationslevel arbeitet. Der Nachteil ist eine relativ große Featurebibliothek mit vordefinierten Features.

### Makrotechnik
Die Makrotechnik dient im CAD dazu, oft verwendete Geometrie oder Features mit nur wenigen Eingaben zu erzeugen, wobei das Makro nach Erstellung der Objekte aufgelöst wird. Es lässt sich also im Nachhinein nicht mehr feststellen, ob ein Objekt via Makro erzeugt wurde. Man unterscheidet dabei zwischen zwei Arten:
- Gestaltmakros: Gestaltmakros sind vordefinierte, fest gespeicherte (das heißt ohne gespeicherte Variablen) Geometrieelemente (Beispielsweise Waschbecken, Stühle in der Architektur oder Schrauben im Maschinenbau), die aus einer Makrobibliothek ausgewählt und als Ganzes in die Modellumgebung eingesetzt werden. Das so erzeugte geometrische Element kann bei Bedarf anschließend wieder in seine Einzelbestandteile zerlegt (mittels Befehlen wie „Explosion“) und mittels direkter oder parametrischer Modellierung (durch „Nachparametrisieren“) bearbeitet werden.
- Befehlsmakros: Befehlsmakros sind zusammengefasst gespeicherte Befehle, welche mit nur einer Befehlseingabe nacheinander ausgeführt werden und die entsprechende Geometrie in der Modellumgebung erzeugen. Sie können vom Benutzer entweder individuell eingegeben werden oder das CAD-System zeichnet die einzelnen Konstruktionsschritte in Form von Kommandofolgen in eine Datei („Protokolldatei“, „Programmdatei“) auf, auf die der Benutzer zugreifen und die er nach seinen Wünschen verändern und optimieren kann. Der Übergang zur Variantenprogrammierung ist dabei fließend.

### Variantenprogrammierung
Bei der Variantenprogrammierung wird das Modell mittels systemeigener oder höherer Programmier- wie C++, Python, Fortran oder Skriptsprachen wie Visual Basic for Applications, oder AutoLISP erzeugt. Der Benutzer schreibt hierbei (optional mit Unterstützung von Dienstprogrammen) in einem Texteditor die gewünschten Modellierschritte zur Erzeugung des Modells. Das CAD-System liest und führt die Prozeduren aus und erstellt das Ergebnis in der Modellumgebung. Möchte man das Modell ändern, werden die entsprechenden Änderungen prinzipiell im Text (und nicht in der Modellumgebung) vorgenommen und das Modell anschließend vom System neu berechnet und geändert. Das Modell kann aber auch als diskretes (das heißt mit festen Werten ausgestattetes) Modell in die Modellumgebung eingepflanzt werden und mittels direkter Modellierung oder parametrischer Modellierung (durch „Nachparametrisieren“) verändert werden. Weiter bieten einige Systeme „visuelle Programmiersprachen“ (zum Beispiel Rhinoceros 3D in Kombination mit Grasshopper) an, mit denen geometrische Modelle, algorithmisch und parametrisiert, ohne Programmierkenntnisse erstellt werden können.

### Allgemeine Hilfsmittel
CAD-Systeme verfügen noch über weitere Fähigkeiten, die den Benutzer beim Modellieren unterstützen. Ein wesentliches Element der CAD-Systeme ist das Ansichtsfenster (viewport), in dem das Modell bildlich dargestellt wird. So ist es in ihm möglich, das Modell unter verschiedenen Projektionsarten (beispielsweise axonometrisch, perspektivisch) und aus verschiedenen Entfernungen (Zoom) zu betrachten, zu verschwenken (Pan) oder auch zu drehen. Dabei kann der Benutzer in nur einem Ansichtsfenster oder in mehreren Ansichtsfenstern gleichzeitig arbeiten. Das Objekt kann hierbei in jedem der einzelnen Ansichtsfenster modelliert werden, wobei diese aber hinsichtlich Projektionsart oder graphischer Darstellung getrennt voneinander gesteuert werden können (zum Beispiel eine schattierte Darstellung in einem und eine Drahtgitterdarstellung in einem anderen Ansichtsfenster). Ebenso ist es möglich, 3D-Schnittdarstellungen der Geometrie oder Modellausschnitte in einem Sichtrahmen bei gleichzeitiger Unterdrückung der Geometrie außerhalb des Sichtrahmens anzeigen zu lassen (clipping).
Um geometrische Objekte im Raum leichter bewegen und positionieren zu können, werden verschiedene Hilfsmittel eingesetzt wie bspw. Koordinatensysteme (zum Beispiel einerseits kartesisches oder auch Polarkoordinatensystem und andererseits Welt- und Arbeitskoordinatensystem), Objektfänge (mit denen bspw. Endpunkte, Kreismittelpunkte oder Tangentenpunkte von bereits bestehenden Geometrien erkannt werden können, auf die eingerastet werden kann), das Ausrichten an temporären „Spurlinien“ in bestimmten Winkelabständen oder an einem vordefinierten Raster.
Weiters gibt es einige Techniken zum Organisieren des Modells. Eine davon ist die Ebenentechnik („Layertechnik“). Dabei können unterschiedliche Objekte, wie bspw. Bemaßungen, konstruktive Objekte, Texte usw. kategorisiert werden, um das Modell einerseits übersichtlich zu halten und andererseits die Objekte bspw. später bei Bedarf ein-/ausblenden zu können (zum Beispiel weil sie nur Hilfsgeometrien waren) oder ihnen die gleichen Attribute (wie beispielsweise die gleiche Strichart oder Farbe) zu geben oder auch zu sperren/entsperren, damit sie bspw. während des Modellierungsprozesses nicht verändert oder ausgewählt werden können. Eine weitere Art des Organisierens ist das Zusammenfassen von Objekten zu einer Gruppe, um für alle in der Gruppe enthaltenen Objekte die gleichen Operationen wie zum Beispiel Transformationen durchführen zu können.

## Verwendung des CAD-Modells

### Herstellen von Fertigungs-/Herstellungsunterlagen
Eine wesentliche Funktion des CAD ist das Herstellen von Unterlagen zur Herstellung/Fertigung des Produkts (zum Beispiel Technische Zeichnungen, Stücklisten, Montagepläne) und zur Dokumentation und Archivierung. Hierzu werden in einer eigenen Zeichenblattumgebung über Ansichtsrahmen (welche die Verbindung zum Modellbereich herstellen), die gewünschten Modellansichten oder Schnitte (inkl. Projektions- und Darstellungsart, Maßstab etc.) auf dem Zeichenblatt positioniert.
Bei parametrischen Modellen ist die in der Zeichenblattumgebung erzeugte, abgeleitete 2D-Darstellung mit dem zugrundeliegenden Modell uni- oder bidirektional assoziativ verbunden, das heißt, dass bspw. Änderungen im Modellbereich automatisch im Zeichnungsbereich wirksam werden. Darüber hinaus lassen sich bei parametrischen Modellen unter anderem Strichstärken, Schraffuren und Bemaßungen vom System automatisch generieren. In der Regel sind aber auch bei diesen aus 3D-Modellen abgeleiteten Darstellungen gewisse zweidimensionale Nacharbeiten erforderlich, um eine normgerechte Techn. Zeichnung zu erstellen, wie bspw. eine nur symbolhafte bzw. abstrahierte Darstellung bestimmter Teile, die unter bestimmten Maßstäben die Zeichnung überladen würden oder die nicht notwendigerweise dreidimensional modelliert werden mussten.
Im Falle der direkten Modellierung wird die Zeichnung schon im Modellbereich „gezeichnet“ (inkl. der Attribute). Bemaßungen, Schriftfelder, Texte und ähnliches können entweder im Modellbereich oder in der Zeichenblattumgebung eingefügt werden.
Die im Rechner hergestellte Zeichnung kann dann anschließend gedruckt (bis zum Papierformat A3) bzw. geplottet (ab dem Papierformat A2) oder auch (bspw. als PDF) gespeichert werden.

### Vorlage zu generativen Fertigungsverfahren
Mittels bestimmter Verfahren lassen sich im Rechner konstruierte Modelle direkt aus den 3D-CAD-Daten (ohne Arbeitsvorbereitung) als Ganzes und in einem Verfahrensgang als reale (physische) Objekte schichtweise herstellen, um sie bspw. als Funktionsmuster, Anschauungsmodell, Prototyp oder sogar als Urform zu verwenden. Dabei wird die Oberfläche des 3D-CAD-Modells in Dreiecksflächen umgewandelt („Triangulation“) und als STL-Datei gespeichert. Nach der Definition der Schichtdicke (Slicing), nach der das physische Modell aufgebaut wird, wird es hergestellt und anschließend, wenn erforderlich, einer Nachbearbeitung oder Reinigung unterzogen.

### Visualisierungen
Mittels bestimmter Visualisierungen kann eine bessere Darstellung und Vorstellung über das Produkt wiedergegeben werden, sie können zu Präsentations- oder Werbezwecken verwendet werden oder zur Vermeidung von Verständnisproblemen beitragen. Hierzu ist es neben der Visualisierung mittels Konzeptgraphiken möglich, eine bestimmte Ansicht des 3D-Modells photorealistisch darzustellen (Rendering). Dazu werden etwa bestimmte Licht- (Beispielsweise diffuses Flächen-, Punkt- oder Richtungslicht) und Projektionseinstellungen (zum Beispiel Projektionsart, Entfernung vom Objekt) vorgenommen oder, wenn nicht schon in der Modellumgebung gemacht, Material dem Objekt (inkl. Textur, Lichtdurchlässigkeit, Mappingart etc.) zugewiesen. Über globale Beleuchtungsmodelle, welche das Licht mit all diesen Einstellungen berechnen (zum Beispiel Raytracing), wird je nach Hardwarestärke und Auflösung unterschiedlich schnell schrittweise eine Szene „gerendert“, welche anschließend als Rastergrafik in einem Grafikformat (beispielsweise BMP oder JPG) gespeichert werden kann.

### Exportieren in ein anderes Dateiformat
Systembedingt können beim Datenaustausch nicht alle Informationen übertragen werden. Während reine Zeichnungselemente heute kein Problem mehr darstellen, ist der Austausch von Schriften, Bemaßungen, Schraffuren und komplexen Gebilden problematisch, da es keine Normen dafür gibt. Selbst auf nationaler Ebene existieren in verschiedenen Industriezweigen stark unterschiedliche Vorgaben, was eine Normierung zusätzlich erschwert.
Die meisten Programme setzen auf ein eigenes Dateiformat. Das erschwert den Datenaustausch zwischen verschiedenen CAD-Programmen, weshalb es Ansätze zur Standardisierung gibt. Als Datenaustauschformat für Zeichnungen und zur Archivierung von Unterlagen wird heute üblicherweise das Format DXF des Weltmarktführers Autodesk verwendet.
Es ist zwischen CAD-systemneutralen und CAD-systemspezifischen Datenformaten zu unterscheiden. Wesentliche CAD-systemneutrale Datenformate sind VDA-FS, IGES, SAT, IFC und STEP sowie für spezielle Anwendungen die STL-Schnittstelle.
Die Datenformate im Einzelnen:
- Das DXF-Format hat sich als Datenaustauschformat für Zeichnungen weitgehend etabliert, es wird als einziges Format von allen CAD-Systemen unterstützt und ist zum Industriestandard geworden.[95] Manche der CAD-Systeme können DXF-Dateien nur als 2D-Daten lesen und schreiben, dabei gehen häufig CAD-systemspezifische Besonderheiten wie Bemaßungen, Schraffuren usw. verloren oder können im Zielsystem nicht äquivalent dargestellt werden.
- Das DWF (englisch Design Web Format) wurde ursprünglich von Autodesk für den Datenaustausch per Internet konzipiert, unterstützt alle Elemente von DXF und ist hochkomprimiert. Es konnte sich jedoch nicht durchsetzen. DWF-Dateien waren mit Plugins in Browsern darstellbar.[96]
- VDA-FS – Datenaustauschformat für Flächen, entwickelt vom Verband Deutscher Automobilbauer (VDA), in der Vergangenheit Quasi-Standard für diesen Bereich;
- IGES – Datenaustauschformat für 2D-Zeichnungen und 3D-Daten (Flächen), in vielen CAD-Anwendungen als Austauschformat üblich und möglich. Löst aufgrund der besseren Einsetzbarkeit VDAFS mehr und mehr ab, ist umfangreicher und systemunabhängiger als DXF einsetzbar, allerdings nicht so weit verbreitet und mit den gleichen Schwächen.
- STEP – ein standardisiertes Dateiaustauschformat, welches international entwickelt wird. STEP gilt als die beste Schnittstelle für Geometriedaten, wobei auch Informationen wie Farben, Baugruppenstrukturen, Ansichten, Folien und Modellattribute übergeben werden können. Ebenfalls zur Übertragung von Zeichnungsdaten nutzbar (dort aber nicht so mächtig wie im 3D-Bereich). STEP wird nicht von allen CAD-Systemen unterstützt.
- VRML97-ISO/IEC 14772 – wurde ursprünglich als 3D-Standard für das Internet entwickelt. Die meisten 3D-Modellierungswerkzeuge ermöglichen den Im- und Export von VRML-Dateien, wodurch sich das Dateiformat auch als ein Austauschformat von 3D-Modellen etabliert hat. Für den Einsatz als CAD-CAD Austauschformat ist es eher nicht geeignet, wohl aber zur Übergabe an zum Beispiel Animations- und Renderingsoftware.
- STL – aus Dreiecksflächen aufgebaute Modelle. Wird vorwiegend zur Übergabe an Rapid-Prototyping-Systeme verwendet.
- IFC – ein für die Gebäudetechnik entwickelter offener Standard. Es werden keine Zeichnungen, sondern technische Daten und Geometrien übergeben. Entwickelt wurde es vom buildingsmart e. V. (bis April 2010 Industrieallianz für Interoperabilität e. V.). Es ist ein modellbasierter Ansatz für die Optimierung der Planungs-, Ausführungs- und Bewirtschaftungsprozesse im Bauwesen. Die Industry Foundation Classes – IFC – sind ein offener Standard für Gebäudemodelle. Der IFC Standard ist unter ISO 16739 registriert.

Mit den CAD-systemneutralen Formaten gelingt in der Regel nur die Übertragung von Kanten-, Flächen- und Volumenmodellen. Die Konstruktionshistorie geht in der Regel verloren, damit sind die übertragenen Daten in der Regel für eine Weiterverarbeitung nur bedingt geeignet. CAD-systemspezifische Datenformate ermöglichen die Übertragung der vollständigen CAD-Modelle, sie sind jedoch nur für wenige Systeme verfügbar.
Für die Weitergabe von PCB-Daten zur Erstellung von Belichtungsfilmen für Leiterplatten hat das sogenannte Gerber-Format und das neuere Extended Gerber-Format große Bedeutung (siehe Fotografischer Film).

## CAD in den einzelnen Branchen
CAD-Programme gibt es für zahlreiche verschiedene Anwendungsfälle und Branchen. Anders als bei Officelösungen gibt es im Bereich des CAD starke Spezialisierungen. So existieren oftmals nationale Marktführer in Bereichen wie Elektrotechnik, Straßenbau, Vermessung usw. Siehe dazu die Liste von CAD-Programmen und die Liste von EDA-Anwendungen.
Elektronische Schaltungen
Ein weiteres Anwendungsgebiet ist der Entwurf von elektronischen Schaltungen. Entsprechende Programme werden oft auch unter den Begriffen eCAD und EDA zusammengefasst, insbesondere bei Anwendungen im Chipentwurf, dem Leiterplattenentwurf, der Installationstechnik und der Mikrosystemtechnik.
Wegen der besonderen Anforderungen haben sich Spezialbereiche mit teilweise stark unterschiedlichen Entwicklungsmethoden gebildet. Dies gilt insbesondere für den computerbasierten Chipentwurf, das heißt die Entwurfsautomatisierung (EDA) für analoge oder digitale Integrierte Schaltkreise, zum Beispiel ASICs. Damit verwandt ist das Design von programmierbaren Bausteinen wie Gate-Arrays, GALs, FPGA und anderen Typen programmierbarer Logik (PLDs) unter Benutzung von zum Beispiel VHDL und Abel. Die automatisierte Layouterstellung bei integrierten Schaltkreisen wird oft als Layoutsynthese bezeichnet.
Bei der Entwicklung von Leiterplatten findet zuerst der Entwurf der Schaltung in Form eines Schaltplans statt, gefolgt vom rechnergestützten Layoutentwurf.
Auch in der klassischen Installationstechnik existieren zahlreiche Anwendungsbereiche für Software, insbesondere bei Hausinstallationen für Industrie oder öffentliche Gebäude oder der Entwurf und die Umsetzung von SPS-basierten Steuerungsanlagen.
Im Bereich der Mikrosystemtechnik besteht eine besondere Herausforderung darin, Schaltungsdaten mit den mechanischen Produkt-Konstruktionsdaten (CAD) zusammenzuführen und mit solchen Daten direkt Mikrosysteme herzustellen.

## Geschichte
Der Begriff „Computer-Aided Design“ entstand Ende der 1950er Jahre im Zuge der Entwicklung des Programmiersystems APT, welches der rechnerunterstützten Programmierung von NC-Maschinen diente.
Am MIT zeigte Ivan Sutherland 1963 mit seiner Sketchpad-Entwicklung, dass es möglich ist, an einem computergesteuerten Radarschirm interaktiv (Lichtstift, Tastatur) einfache Skizzen (englisch Sketch) zu erstellen und zu verändern.
1965 wurden bei Lockheed (Flugzeugbau, USA) die ersten Anläufe für ein kommerzielles CAD-System zur Erstellung technischer Zeichnungen (2D) gestartet. Dieses System, CADAM (Computer-augmented Design and Manufacturing), basierend auf IBM-Großrechnern und speziellen Bildschirmen, und mit hohen Kosten verbunden, wurde später von IBM vermarktet und war, zumindest im Flugzeugbau, Marktführer bis in die 1980er Jahre. Es ist teilweise in CATIA aufgegangen. Daneben wurde eine PC-basierende Version von CADAM mit dem Namen HELIX entwickelt und vertrieben, das aber praktisch vom Markt verschwunden ist.
An der Universität Cambridge, England, wurden Ende der 1960er Jahre die ersten Forschungsarbeiten aufgenommen, die untersuchen sollten, ob es möglich ist, 3D-Grundkörper zu verwenden und diese zur Abbildung komplexerer Zusammenstellungen (zum Beispiel Rohrleitungen im Chemieanlagenbau) zu nutzen. Aus diesen Arbeiten entstand das System PDMS (Plant Design Management System), das heute von der Fa. Aveva, Cambridge, UK, vermarktet wird.
Ebenfalls Ende der 1960er Jahre begann der französische Flugzeughersteller Avions Marcel Dassault (heute Dassault Aviation) ein Grafikprogramm zur Erstellung von Zeichnungen zu programmieren. Daraus entstand das Programm CATIA. Die Mirage war das erste Flugzeug, das damit entwickelt wurde. Damals benötigte ein solches Programm noch die Leistung eines Großrechners.
Um 1974 wurden B-Spline-Kurven und -Flächen für das CAD eingeführt.
Die 1980er Jahre waren bestimmt von der mittleren Datentechnik der 32-Bit-Superminirechner und der Workstations (Digital Equipment Corporation, Prime Computer, Data General, Hewlett-Packard, Sun Microsystems, Apollo Computer, Norsk Data etc.), auf denen CAD-Pakete wie MEDUSA und CADDS beispielsweise von Computervision liefen. Auch ME10 und I-DEAS sind zu nennen.
Nachdem in der zweiten Hälfte der 1980er Jahre die ersten Personal Computer in den Unternehmen standen, kamen auch CAD-Programme dafür auf den Markt. In dieser Zeit gab es eine Vielzahl von Computerherstellern und Betriebssysteme. AutoCAD war eines der ersten und erfolgreichsten CAD-Systeme, das auf unterschiedlichen Betriebssystemen arbeitete. Um den Datenaustausch zwischen diesen Systemen zu ermöglichen, definierte AutoDesk für sein CAD-System AutoCAD das DXF-Dateiformat als „neutrale“ Export- und Importschnittstelle. 1982 erschien AutoCAD für das Betriebssystem DOS. Das Vorgehen bei der Konstruktion blieb jedoch beinahe gleich wie zuvor mit dem Zeichenbrett. Der Vorteil von 2D-CAD waren sehr saubere Zeichnungen, die einfach wieder geändert werden konnten. Auch war es schneller möglich, verschiedene Versionen eines Bauteils zu zeichnen.
In den 1980er Jahren begann wegen der sinkenden Arbeitsplatzkosten und der besser werdenden Software ein CAD-Boom. In der Industrie wurde die Hoffnung gehegt, mit einem System alle anstehenden Zeichnungs- und Konstruktionsaufgaben lösen zu können. Dieser Ansatz ist aber gescheitert. Heute wird für jede spezielle Planungsaufgabe ein spezielles System mit sehr leistungsfähigen Spezialfunktionen benutzt. Der Schritt zur dritten Dimension wurde durch die immer höhere Leistungsfähigkeit der Hardware dann gegen Ende der 1980er Jahre auch für kleinere Unternehmen erschwinglich. So konnten virtuelle Körper von allen Seiten begutachtet werden. Ebenso wurde es möglich, Belastungen zu simulieren und Fertigungsprogramme für computergesteuerte Werkzeugmaschinen (CNC) abzuleiten. In Deutschland erschien von 1982 bis 2007 die Fachzeitschrift CAD-CAM Report (CCR) im Dressler Verlag, um kleinere Firmen bei der Einführung von CAD zu unterstützen.
Seit Anfang der 2000er Jahre gibt es erste Ansätze, die bis dahin immer noch zwingend notwendige Zeichnung verschwinden zu lassen. In die immer öfter vorhandenen 3D-Modelle werden von der Bemaßung über Farbe und Werkstoff alle notwendigen Angaben für die Fertigung eingebracht. Wird das 3D-Modell um diese zusätzlichen, geometriefremden Eigenschaften erweitert, wird es zum Produktmodell, unterstützt beispielsweise durch das STEP-Datenformat. Die einzelnen einheitlichen Volumenobjekte werden zu Instanzen unterschiedlicher Klassen. Dadurch können Konstruktionsregeln und Verweise zwischen einzelnen Objekten (zum Beispiel: Fenster wird in Wand verankert) realisiert werden.

## Bildergalerie

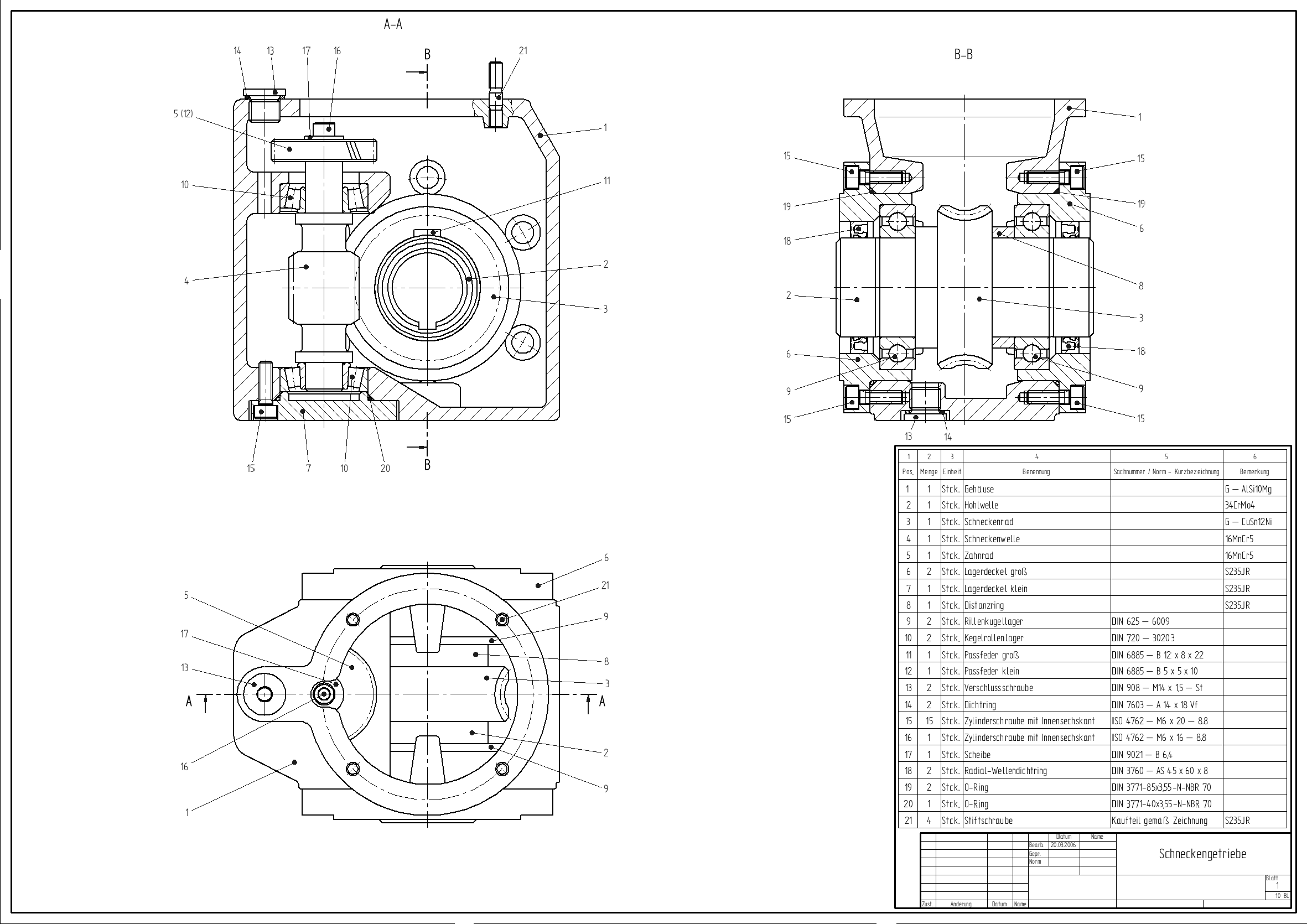
Schneckengetriebe
Modeling
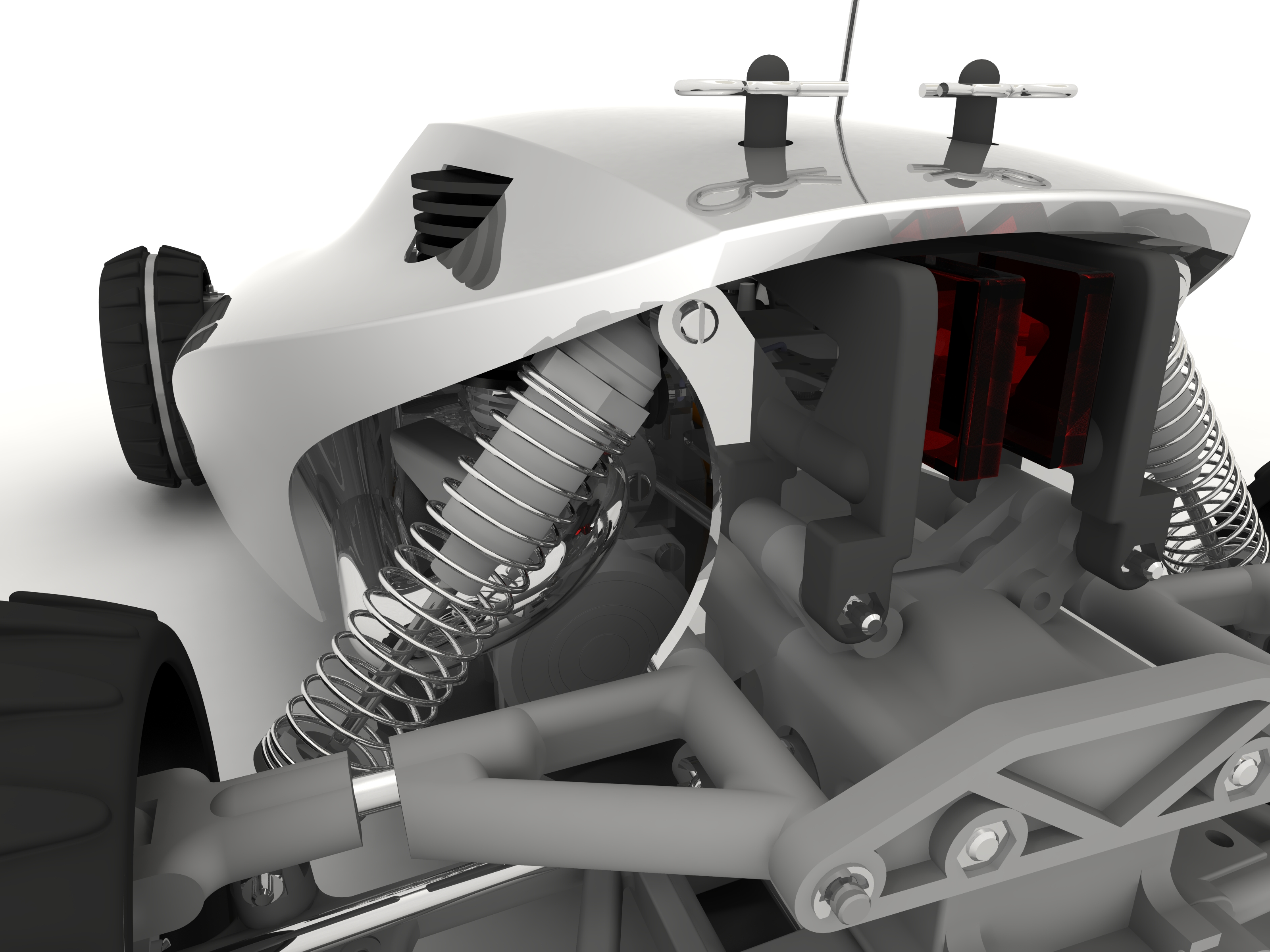
Rendering
Motor
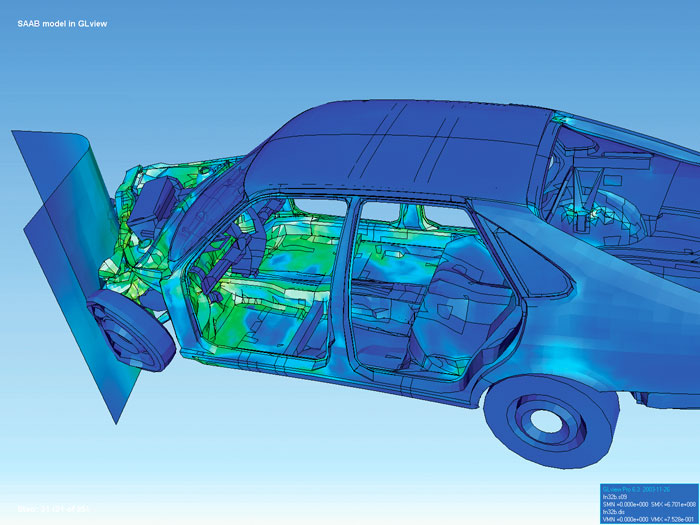
Auto